# Atriplex macropterocarpa
Atriplex macropterocarpa är en amarantväxtart som först beskrevs av Paul Aellen, och fick sitt nu gällande namn av Hansjörg Eichler. Atriplex macropterocarpa ingår i släktet fetmållor, och familjen amarantväxter. Inga underarter finns listade i Catalogue of Life.